# Australoprocta
Australoprocta — це вимерлий рід агутієвих, який мешкав у ранньому міоцені на території сучасної Аргентини. Скам'янілості представників цього роду були знайдені в формаціях Чичіналес і Сарм'єнто в Аргентині.